# Carlo Matteucci
Carlo Matteucci (ur. 20 czerwca 1811 w Forlì, zm. 24 czerwca 1868 w Ardenzy k. Livorno) – włoski fizyk, neurofizjolog, jeden z pionierów badań nad bioelektrycznością. Laureat Medalu Copleya.

## Prace
- Lezioni di fisica (2 tomy, Pisa, 1841)
- Lezioni sui fenomeni fisico-chimici dei corpi viventi (Pisa, 1844)
- Manuale di telegrafia elettrica (Pisa, 1850)
- Cours spécial sur l'induction, le magnétisme de rotation, etc. (Paris, 1854).
- Trattato dei fenomeni elettrofisiologici degli animali (1844)
- Corso di elettrofisiologia (1857)

## Odznaczenia
- Order Sabaudzki Cywilny[2]
- Order Świętych Maurycego i Łazarza I, III i V klasy[2]
- Order Korony Włoch II klasy[2]
- Legia Honorowa III i V klasy (Francja)[2]
- Order Świętego Stefana V klasy (Austria)[2]
- Order Świętego Józefa III klasy (Toskania)[2]

## Literatura dodatkowa
- Francesco Selmi: Carlo Matteucci. Unione Tip.ed., 1862